# Boquiñeni (kommunhuvudort)
Boquiñeni är en kommunhuvudort i Spanien.   Den ligger i provinsen Provincia de Zaragoza och regionen Aragonien, i den nordöstra delen av landet, 260 km nordost om huvudstaden Madrid. Boquiñeni ligger 227 meter över havet och antalet invånare är 1 026.
Terrängen runt Boquiñeni är huvudsakligen platt, men österut är den kuperad. Runt Boquiñeni är det ganska glesbefolkat, med 22 invånare per kvadratkilometer. Närmaste större samhälle är Tauste, 7,8 km norr om Boquiñeni. Trakten runt Boquiñeni består till största delen av jordbruksmark.